# Костецкий, Анатолий Георгиевич
Анатолий Георгиевич Костецкий, укр. Анато́лій Гео́ргійович Косте́цький (6 декабря 1948, Киев, СССР — 10 марта 2005, Киев) — советский и украинский детский писатель, поэт и переводчик.

## Биография
Родился в Киеве 6 декабря 1948 года в семье учителей. После окончания средней школы в 1963 году, обучался в техникуме радиоэлектроники, затем окончил факультет кибернетики Киевского ордена Ленина государственного университета имени Т. Г. Шевченко. Закончив аспирантуру, одиннадцать лет работал в университете, преподавал языкознание на филологическом и романо-германском факультетах. В 1980-х годах оставил эту работу, избрав литературу.
С юности дружил с Ярославом Стельмахом, который тоже стал известным детским писателем и переводчиком.
Дебютировал сборником стихов для детей «Джміль про сонечко гуде» (рус. «Шмель о солнышке гудит»), после чего опубликовал несколько десятков книг — стихов, сказок, рассказов и повестей.
Работал в издательстве «Весёлка» заведующим редакции литературы для детей среднего школьного возраста. Редактировал детский журнал «Барвинок».
За повесть «Минимакс — карманный дракон» получил премию имени Николая Трублаини в 1986 году.
Помимо написания собственных книг, Костецкий много переводил с английского, немецкого, некоторых славянских языков. Также опубликовал ряд статей по вопросам теории, истории и критики детской литературы.
Среди учеников — детский писатель и поэт Юрий Никитинский.
Произведения писателя переведены на русский, молдавский, чувашский, польский, немецкий, венгерский и другие языки.
Умер в Киеве 10 марта 2005 года. Похоронен на Байковом кладбище (участок № 18).

## Избранный список сочинений
- «Джміль про сонечко гуде»
- «А метеликам — весело»
- «Весняні дарунки»
- «Все про мене»
- «Лист до птахів»
- «Постукай у моє вікно» (1977)
- А что в портфеле? (1980) стихи
- «Все — як насправді» (1980)
- «Хочу літати!» (1980)
- «Суперклей Христофора Тюлькіна, або „Вас викрито;— здавайтесь!“» (1984)
- «Мінімакс — кишеньковий дракон, або День без батьків» (1987)